# Alexis Cloutier
Pour les articles homonymes, voir Cloutier.
Alexis Cloutier (1769-1836) est le fondateur du village Cloutierville auquel il a donné son nom, à 32 kilomètres au Sud-Est de Natchitoches, le long de la Rouge du Sud, et l'un des premiers grands planteurs de tabac puis de coton de la Louisiane. Sa grande demeure sera habitée par l'écrivain américain Kate Chopin, puis transformée en musée.
En 1790, Alexis Cloutier était un planteur assez prospère, qui avait six esclaves à son service. Il fut d'abord installé à « Riviere aux Cannes », puis sur la rive droite du « Bayou Derbanne ». 
Il épousa Marie-Françoise Lecomte et eut une liaison avec Dorothée Monet. En 1804, il eut à affronter une révolte de huit de ses esclaves, qui prirent la fuite.
Avec son fils Oscar, il développa en 1805 une plantation de 2700 acres, puis fit construire en 1813 une grande demeure créole en bois de cyprès, en briques faites à la main et en bousillage (boue, mousse espagnole et crin de chevaux), autour de laquelle grandit une petite agglomération qui fut enregistrée en 1812 comme la ville de Cloutierville et reconnue par le Sénat et la Chambre des Représentants de l'État de la Louisiane, réunis en assemblée générale.